# St. Pol Communal Cemetery Extension
St. Pol Communal Cemetery Extension is een begraafplaats gelegen in de Franse plaats Saint-Pol-sur-Ternoise (Pas-de-Calais). De militaire graven worden onderhouden door de Commonwealth War Graves Commission.
De begraafplaats telt 225 geïdentificeerde Gemenebest graven uit de Eerste Wereldoorlog.